# Kelenhegyi Márton
Kelenhegyi Márton, születési és 1933-ig használt nevén Kollmann Márton Ferenc Győző Orsolya (Budapest, Ferencváros, 1919. október 21. – Debrecen, 1978. március 10.) urológus, sebész, egyetemi tanár, az orvostudományok kandidátusa (1971).

## Élete
Édesapja, Kollmann Emil József (1886–1945) énekművész volt, de első világháborús hosszú frontszolgálata alatt szerzett betegsége miatt nem folytathatta pályáját, az Operaház titkára lett. Édesanyja Teleky Anna Julianna Auguszta Kornélia (1889–1968) volt. Bátyja Kelenhegyi Emil (1915–2001) dandártábornok.
Középiskolai tanulmányait 1929 és 1937 között a Budapesti II. kerületi Királyi Egyetemi Katolikus Reálgimnáziumban végezte, majd a budapesti Pázmány Péter Tudományegyetem Orvostudományi Karának hallgatója lett. A debreceni Tisza István Tudományegyetemen 1944-ben avatták orvosdoktorrá. A Kecskeméti Orvosi Kamara 1944. június 11-én tartott ülésén felvette tagjai sorába. Az 1940-es évek második felétől a Debreceni Tudományegyetem I. sz. Sebészeti Klinikáján dolgozott tanársegédként. 1949-ben urológus szakorvosi képesítést szerzett. Tíz évvel később megbízást kapott az urológia oktatására. 1955 júliusától 1956 júliusáig a Koreai Magyar Kórház sebészeti és urológiai osztályát vezette. 1960-ban a Magdeburgi Orvosi Akadémia urológiai osztályának főorvosa volt. A következő évben az I. sz. Sebészeti Klinika egyetemi docensévé nevezték ki. 1971-ben a II. sz. Sebészeti Klinika megbízott vezetője lett. Ugyanebben az évben az intravénás procain hatása a károsodott vesére című értekezése alapján az orvostudományok kandidátusává habilitálták. 1974. július 1-én vezetésével alakult meg az önálló Urológiai Klinika Debrecenben.
Tudományos munkája középpontjában a vesegyulladásos megbetegedések, illetve azok gyógyítási kutatása állt. Ennek szellemében szoros kapcsolatot tartott más klinikai osztályokkal, illetve intézetekkel. Részt vett a megye és a Tiszántúl vesetuberkulózisban szenvedő betegeinek felkutatásában, gondozásában és gyógykezelésében.
Felesége 1944-től 1978-ig Tóth Kamélia Irén (1922–2011) orvos volt. Fiuk, Kelenhegyi András (1945–1946) kilenc hónapos korában tüdőgyulladás következtében Bűdszentmihályon elhunyt.
A debreceni köztemetőben kísérték utolsó útjára.

## Művei
- RES blockirozás és Antistin hatása a Sanarelli-Shwarzman-jelenségre. Filipp Gézával. (Orvosi Hetilap, 1949, 21.)
- Primaer uretertumorok. Mándi Istvánnal, Horváth Győzővel. (Orvosi Hetilap, 1971, 51.)
- A művi arterio-venosus shuntök készítésében és használatában szerzett tapasztalataink. Soltész Istvánnal, Horváth Győzővel, Kocsis Istvánnal és Szabó Zoltánnal. (Orvosi Hetilap, 1974, 11.)
- Tumort utánzó xanthogranulomatosus pyelonephritis gyermekkorban. Kelemen Lászlóval, Karmazsin Lászlóval. (Gyermekgyógyászat, 1976, 4.)
- Az oxolinsav (Gramurin) és a nalidixsav (Nevigramon) alkalmazása során szerzett klinikai tapasztalataink. Szabó Zoltánnal, Soltész Istvánnal, Varga Attilával. (Orvosi Hetilap, 1978, 37.)
- Szérum és vizelet lysozym meghatározás acut subrenalis uraemiában. Gyöngyössi Gáborral, Kelentey Barnával. (Orvosi Hetilap, 1979, 6.)

## Díjai, elismerései
- Érdemes orvos (1955)
- Szocialista Munkáért érdemérem (1958)[9]
- Vöröskeresztes munkáért (1972)